# Atelier

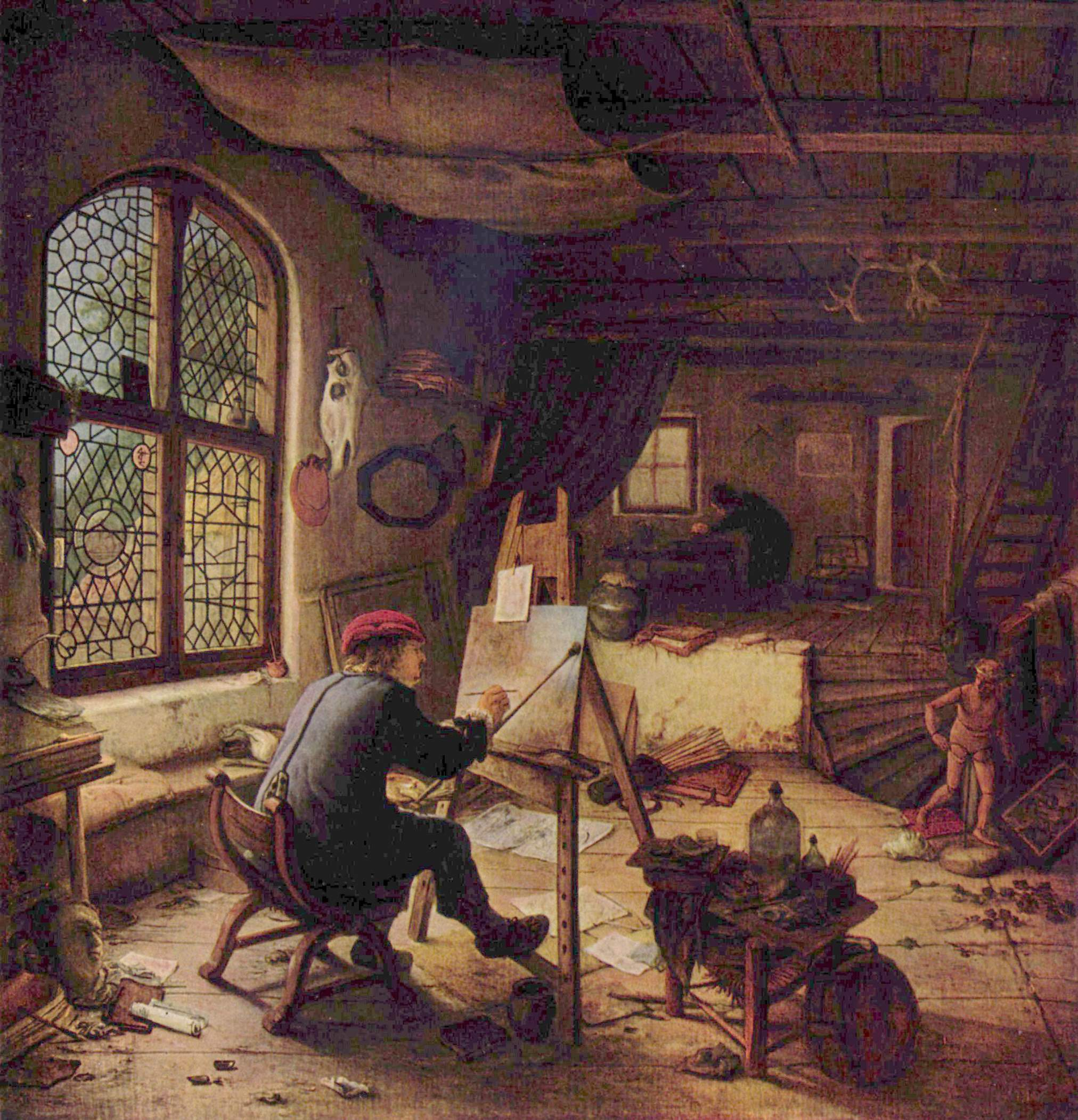
Adriaen van Ostade. Autoportret 1663. Gemäldegalerie.

Atelier [fr. wym. atelje] – pomieszczenie lub zespół pomieszczeń, stanowiących miejsce pracy twórczej jednego lub kilku artystów, dostosowanych do ich indywidualnych upodobań i charakteru wykonywanej profesji (fotografa, malarza, rzeźbiarza). Często pomieszczenie z dużymi oknami (pracownia malarska), czasem doświetlone przez okno dachowe, albo wręcz przeciwnie – zaciemnione (studio fotograficzne). W przypadku pracowni malarskiej pożądane jest oświetlenie górne z kierunku północno-wschodniego .
Także pomieszczenie lub komplet zabudowań, w którym wykonuje się zdjęcia do filmu, plan zdjęciowy w zamkniętym studiu. Atelier są jedną z podstawowych części każdej wytwórni filmowej – jest to odpowiednio wyposażona hala ze specjalnie wbudowanymi dekoracjami, które można zmieniać w zależności od charakteru sceny. Może być to także zwykły pokój z wyposażeniem.